# Россони (смт)
Россо́ни (біл. Расоны) — селище міського типу в Вітебській області Білорусі. Адміністративний центр Россонського району.
Населення селища становить 5,5 тис. осіб (2006).

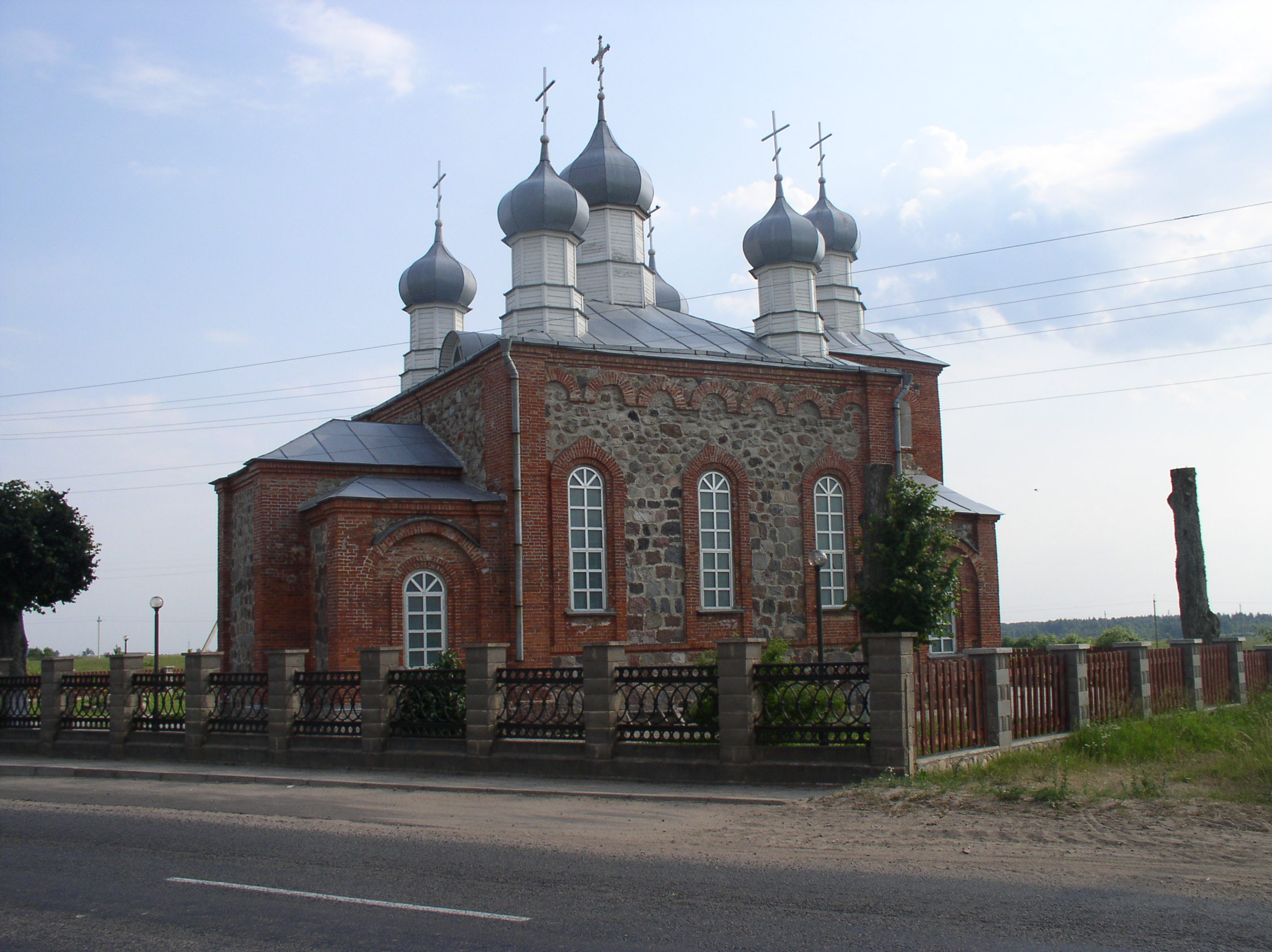
Церква Успіння

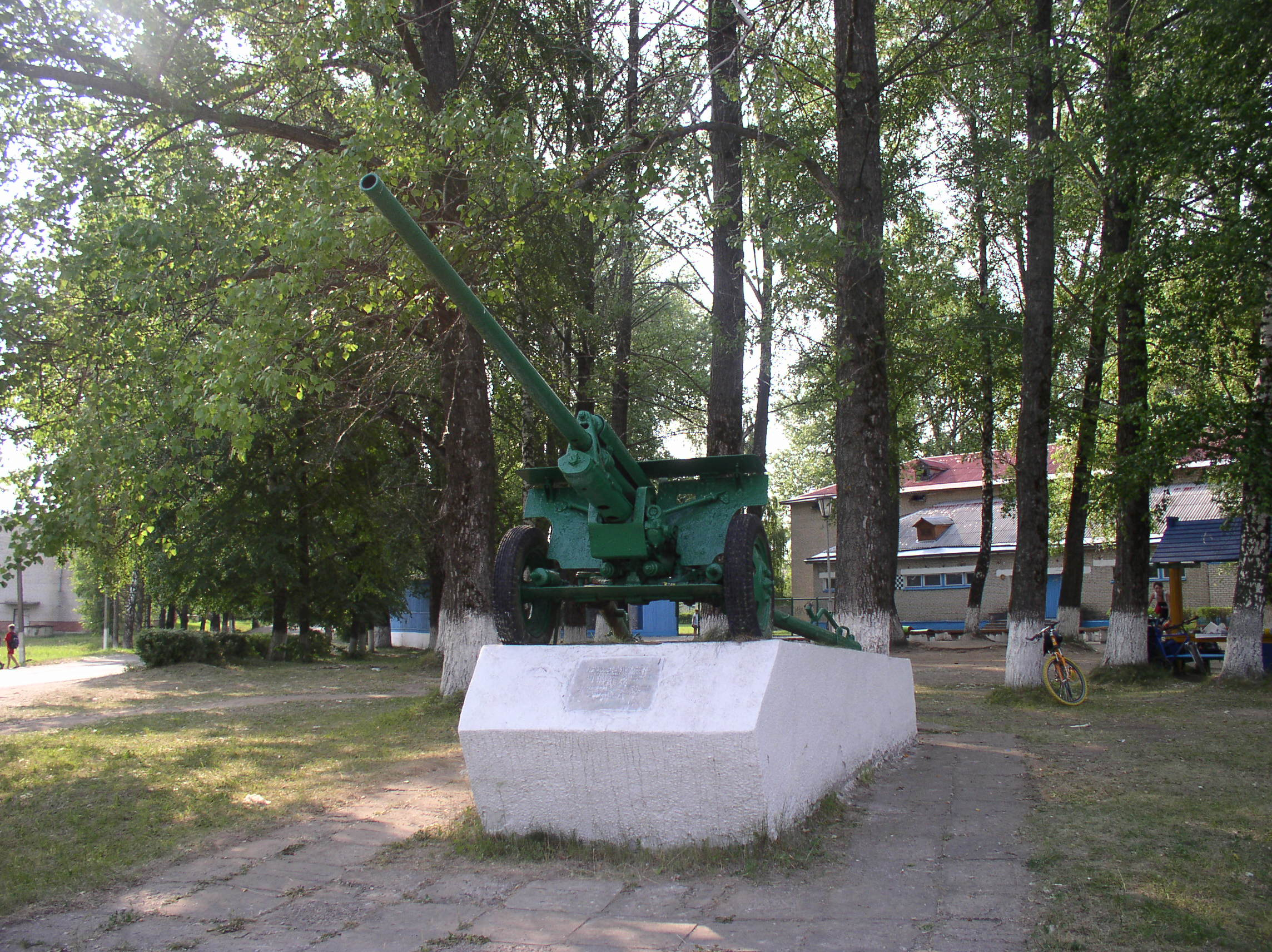
Воїнам ВВВ

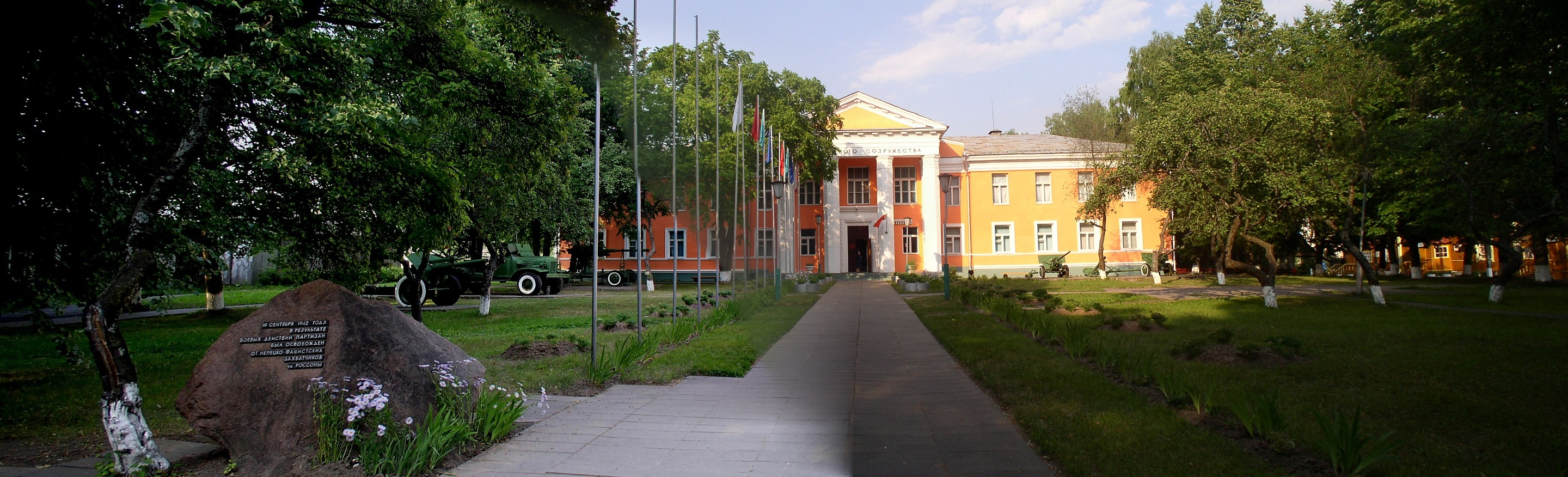
Музей ВВВ

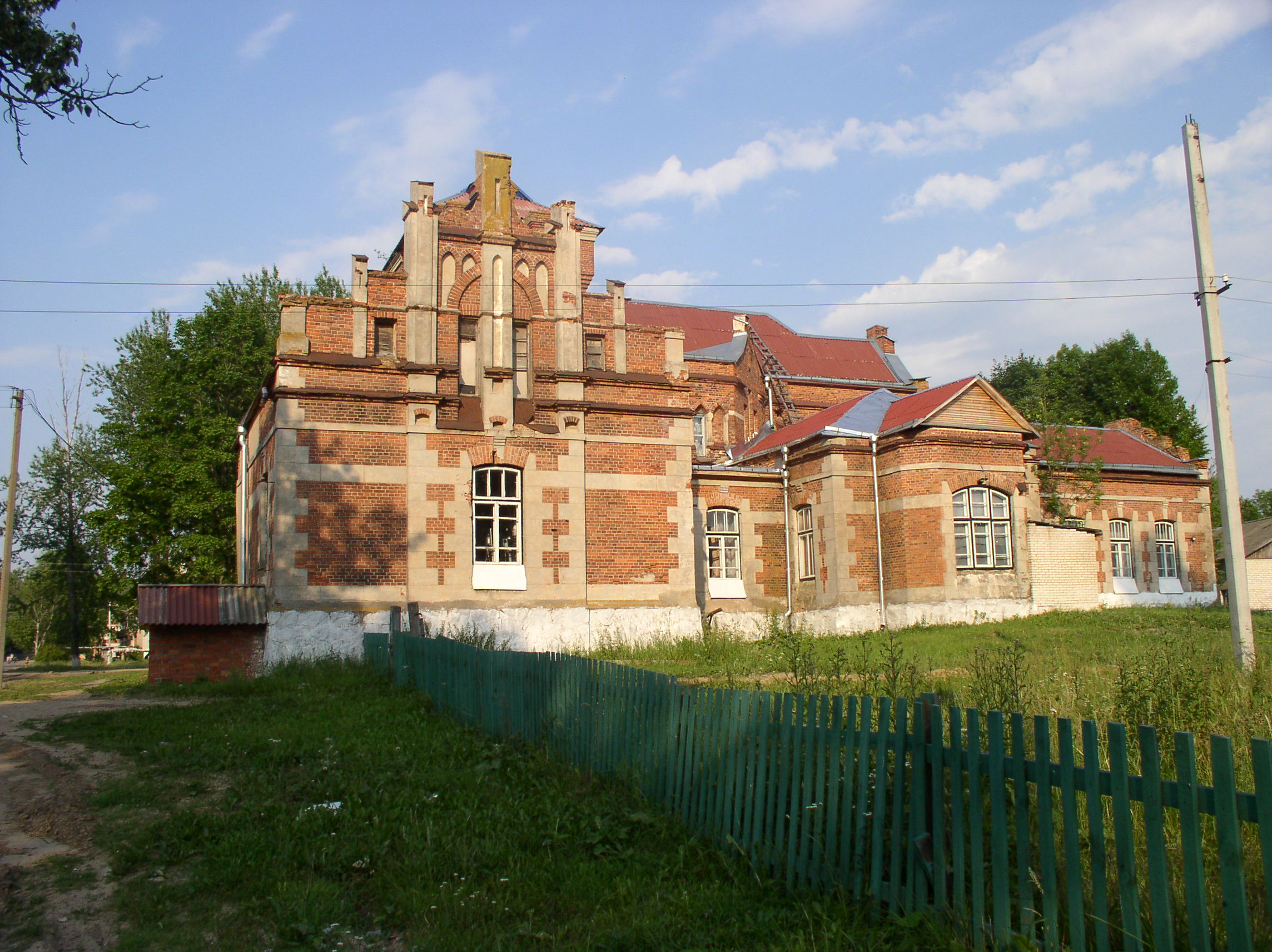
Садиба

| Білорусь | Це незавершена стаття з географії Білорусі. Ви можете допомогти проєкту, виправивши або дописавши її. |

1. ↑  GeoNames — 2005.